# 송강초등학교
송강초등학교는 대한민국 경상북도 청송군 파천면 청송로 5890-25(송강리)에 있었던 학교이다.

## 연혁
- 1946년 9월 10일 파천국민학교 송강분교장 개교
- 1947년 4월 17일 송강국민학교로 인가
- 1951년 7월 16일 제1회 졸업식
- 1981년 3월 2일 병설유치원 개원
- 1996년 3월 1일 송강초등학교로 개칭
- 1998년 2월 20일 제48회 졸업식(총 3174명)
- 1998년 3월 1일 폐교(파천초등학교로 통합)